# Matias de Albuquerque Maranhão
Matias de Albuquerque Maranhão (Olinda, ca. 1596-1685), foi um fidalgo e administrador colonial luso-brasileiro. 
Foi governador colonial da capitania da Paraíba, nomeado para o cargo em 1656, por carta régia de D. Luísa e tendo governado até o ano de 1663. 

## Biografia
Nasceu em Olinda, Pernambuco, era filho de Jerônimo de Albuquerque Maranhão e sua esposa Catarina Feijó Guardes, sendo irmão de Jerônimo e Antônio de Albuquerque Maranhão. Era neto de Jerônimo de Albuquerque, conhecido como "O Adão Pernambucano", que junto de sua irmã Brites de Albuquerque, chegaram ao Brasil na expedição de seu cunhado, Duarte Coelho, primeiro donatário da capitania de Pernambuco. Sua avó paterna, Muira Ibi, era filha do cacique Uira Ibi dos Tibira, de etnia indígena Tabajara, uma das grandes nações indígenas que viviam no nordeste brasileiro.  
Seu pai é reconhecido como herói brasileiro por suas batalhas na expulsão dos franceses do Brasil, além de ter sido governador colonial do Grão-Pará e do Maranhão. Enquanto seu irmão Antônio também foi governador colonial da capitania da Paraíba e do Maranhão. 

## Família
Matias de Albuquerque Maranhão se casou em cerca de 1648, com Isabel da Câmara, filha do açoriano Pedro Gago da Câmara e Isabel de Oliveira. Os filhos do casal foram:
1. Pedro de Albuquerque da Câmara.
2. Antônio de Albuquerque Maranhão.
3. Jerônimo de Albuquerque da Câmara.
4. Lopo de Albuquerque da Câmara. Se casou com Francisca Carla de Sandre.
5. Mariana de Albuquerque da Câmara. Se casou com seu primo Afonso de Albuquerque e Melo, do engenho Santo André.
6. Úrsula de Albuquerque da Câmara.
7. Apolônia Antônio de Albuquerque da Câmara. Se casou com Manoel Pimenta.
8. Joana de Albuquerque da Câmara. Se casou com João de Noballas.
9. Ana Maria de Albuquerque da Câmara.
10. Bárbara Isabel de Albuquerque da Câmara. Se casou com Salvador Quaresma Dourado.
11. Catarina Simoa de Albuquerque da Câmara. Se casou com o coronel Luiz de Souza Furnas.
12. Afonso de Albuquerque Maranhão. Se casou com Isabel de Barros Pacheco. Foram bisavôs do senador imperial Afonso de Albuquerque Maranhão.[4]